# Barrinha
Barrinha is een gemeente in de Braziliaanse deelstaat São Paulo. De gemeente telt 32.092 inwoners (schatting 2022).

## Aangrenzende gemeenten
De gemeente grenst aan Dumont, Jaboticabal, Pradópolis en Sertãozinho.